# Ryś (województwo łódzkie)
Ryś – wieś w Polsce położona w województwie łódzkim, w powiecie wieruszowskim, w gminie Sokolniki.
W latach 1975–1998 miejscowość administracyjnie należała do województwa kaliskiego.